# PRINCE2

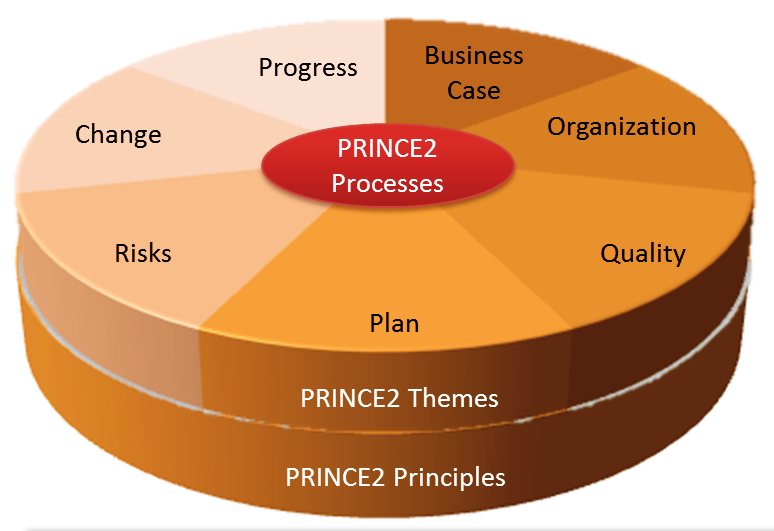
Metodología de gestión de proyectos PRINCE2

Prince2 proviene del acrónimo en inglés PRojects IN Controlled Environments (PRINCE), es decir, convertir proyectos que manejan una carga importante de variabilidad y de incertidumbre en entornos controlados.
Más que un conjunto de buenas prácticas, PRINCE2 propone una metodología de gestión de proyectos que se plantea sean realizados entre otras actividades considerando 7 temas: la Calidad, el Cambio, la estructura de roles del proyecto (Organización), los planes (Cuánto, Cómo, Cuando), el Riesgo y el Progreso del proyecto, justificado por un Business Case (o necesidad del negocio). Estos temas deben ser revisado durante el ciclo de vida del proyecto y justificar en todo momento el proyecto como consecución de los beneficios esperados. Se plantean también 6 "aspectos" (metas de desempeño) , 7 principios y 7 procesos.
La aplicación de la metodología PRINCE2 va más allá del tipo de proyecto, pudiendo aplicarse en proyectos de toda índole, como Desarrollo de software o Construcción, por poner ejemplos.  

## PRINCE2 en el orbe
PRINCE2 es el estándar de facto para la gestión de proyectos en varios países, empresas privadas y organizaciones, como son: 
- Gobiernos: 
  - Reino Unido, Australia, Holanda, Dinamarca, Canadá.
- Sector privado: 
  - Sun Microsistems, DHL, BAT, Barclays, Vodafone, Shell, Unilever, Rabobank.
  - Microsoft, HP, IBM, British Airways, Virgin, Safaricom.
- Organizaciones Internacionales:
  - ONU y sus agencias.
  - Banco Mundial.
  - ILO (International Labour Organization).

## Principios
La metodología que PRINCE2 propone se apoya en 7 Principios, enriqueciendo no solo al proyecto en concreto, sino a toda la organización en la que se desarrolla. 
Los principios son presentados a continuación:
1. Justificación comercial continua
  - Se asegura de que hay un motivo justificable para iniciar el proyecto.
  - La justificación se mantiene válida durante toda la vida del proyecto.
  - Dicha justificación ha sido identificada, y aprobada.
2. Aprender de la experiencia
  - Se recogen las experiencias anteriores, las que se van obteniendo a lo largo de la ejecución del proyecto, así como las lecciones aprendidas al cierre del mismo.
3. Roles y Responsabilidades definidos
  - Asegurando que los intereses de los usuarios que van a usar el proyecto, los proveedores y el responsable del área de negocio están representados en la toma de decisiones.
4. Gestión por Fases
  - Un proyecto que sigue la metodología PRINCE2 se planifica, se supervisa y se controla fase a fase.
5. Gestión por excepción
  - Es decir, delegar la autoridad suficiente de un nivel de gestión al siguiente, dándole autonomía según unas tolerancias pautadas (de tiempo, coste, calidad, alcance, beneficio y/o riesgo) de manera que, de sobrepasar la tolerancia, se consulte al nivel superior como actuar.
6. Orientación a productos
  - Centra la atención en la definición y entrega de productos, es decir, un proyecto no son un conjunto de tareas a realizar, sino que entrega productos (que se elaboran tras la ejecución de las tareas que sean necesarias).
7. Adaptación
  - Asegurando que la metodología PRINCE2 y los controles a aplicar se basen en el tamaño, complejidad, importancia, capacidad y nivel de riesgo del proyecto.

## ISO-21500 de gestión de proyectos
PRINCE2 esta perfectamente alineada con la norma ISO-21500 de Gestión de proyectos.

## Historia
PRINCE2 fue originalmente desarrollado por la CCTA, que actualmente forma parte de la OGC. Desde 1989 se viene usando como un estándar para la gestión de proyectos, sobre todo en el Reino Unido. Este método fue inicialmente desarrollado únicamente para proyectos TIC, la última versión, PRINCE2, es compatible con la gestión de todo tipo de proyectos.
La revisión más reciente se publicó el 16 de junio de 2009 por la OGC siendo denominada esta versión como PRINCE2:2009 Refresh.